# Рио-Гранде Вэллей Вайперс
Рио-Гранде Вэллей Вайперс (англ. Rio Grande Valley Vipers) — американский профессиональный баскетбольный клуб, выступающий в Юго-западном дивизионе Западной конференции Джи-Лиги НБА. Команда была основана перед началом сезона 2007/08 годов и базируется в городе Эдинберг штата Техас. Является фарм-клубом команды Национальной баскетбольной ассоциации «Хьюстон Рокетс». Домашние игры проводит на стадионе «Арена Берта Огдена». Трижды в 2010, 2013, 2019 и 2022 годах выигрывали в финале Лиги, таким образом «Рио-Гранде Вэллей Вайперс» является самым титулованным клубом Джи-Лиги.

## История франшизы
После окончания сезона 2006/07 Лига объявила о своём расширении. Среди 4-х новых команд был и «Рио-Гранде Вэллей Вайперс», базирующийся в городе Эдинберг штата Техас. В первые два сезона игроки «Рио-Гранде Вэллей Вайперс» не смогли пробиться в плей-офф повторяя одинаковый результат в 21 победу и 29 поражений.
В 2009 году клуб стал полностью аффилированным с «Хьюстон Рокетс». Результат не заставил себя ждать и клуб провёл самый успешный на тот момент сезон, в конце которого в финале Д-Лиги победил клуб «Талса Сиксти Сикстерс». Игрок «Рио-Гранде» Майк Харрис был признан самым ценным игроком регулярного сезона.
В 2013 году франшиза стала дважды чемпионом Д-Лиги одолев в финале «Санта-Круз Уорриорз», а Эндрю Гудлок стал вторым в истории клуба лучшим игроком регулярного сезона и затем присоединился к «Лос-Анджелес Лейкерс».
12 апреля 2019 года «Рио-Гранде Вэллей Вайперс» победив в финале «Лонг-Айленд Нетс» стали чемпионами в третий раз..

## Статистика сезонов
| Сезон                     | Дивизион                  | Регулярный сезон          | Регулярный сезон | Регулярный сезон | Регулярный сезон | Плей-офф |
| Сезон                     | Дивизион                  | Место                     | В                | П                | В%               | Плей-офф |
| ------------------------- | ------------------------- | ------------------------- | ---------------- | ---------------- | ---------------- | --- |
| Рио-Гранде Вэллей Вайперс |                           |                           |                  |                  |                  | |
| 2007–08                   | Юго-западный              | 5-е                       | 21               | 29               | 42,0             | |
| 2008–09                   | Юго-западный              | 4-е                       | 21               | 29               | 42,0             | |
| 2009–10                   | Западный                  | 1-е                       | 34               | 16               | 68,0             | Выигрыш 1-о раунда (Рино) 2–1 Выигрыш полуфинала (Остин) 2–1 Выигрыш финала Д-Лиги (Талса) 2–0                                                     |
| 2010–11                   | Западный                  | 2-е                       | 33               | 17               | 66,0             | Выигрыш 1-о раунда (Бейкерсфилд) 2–1 Выигрыш полуфинала (Рино) 2–0 Проигрыш финала Д-Лиги (Айова) 1–2                                              |
| 2011–12                   | Западный                  | 5-е                       | 24               | 26               | 48,0             | |
| 2012–13                   | Центральный               | 1-е                       | 35               | 15               | 70,0             | Выигрыш 1-о раунда (Мэн) 2-0 Выигрыш полуфинала (Талса) 2–0 Выигрыш финала Д-Лиги (Санта-Круз) 2–0                                                 |
| 2013–14                   | Центральный               | 3-е                       | 30               | 20               | 60,0             | Выигрыш 1-о раунда (Айова) 2–1 Проигрыш полуфинала (Санта-Круз) 1–2                                                                                |
| 2014–15                   | Юго-западный              | 3-е                       | 27               | 23               | 54,0             | |
| 2015–16                   | Юго-западный              | 2-е                       | 29               | 21               | 58,0             | Поражение в 1-м раунде (Остин Спёрс) 1—2 |
| 2016–17                   | Юго-западный              | 2-е                       | 32               | 18               | 64,0             | Победа в 1 раунде (Саут-Бей Лейкерс) 2—1 Победа в финале конференции (Оклахома-Сити Блю) 2—1 Поражение в финале Лиги (Рэпторс 905) 1—2             |
| 2017–18                   | Юго-западный              | 2-е                       | 29               | 21               | 58,0             | Победа в 1 раунде (Техас Лэджендс) 107—100 Поражение в финале конференции (Остин Спёрс) 91—117                                                     |
| 2018–19                   | Юго-западный              | 1-е                       | 34               | 16               | 68,0             | Победа в 1 раунде (Мемфис Хастл) 135—118 Победа в финале конференции (Санта-Круз Уорриорз) 144—125 Победа в финальной серии (Лонг-Айленд Нетс) 2—1 |
| Всего в регулярном сезоне | Всего в регулярном сезоне | Всего в регулярном сезоне | 317              | 233              | 57,6             | |
| Всего в плей-офф          | Всего в плей-офф          | Всего в плей-офф          | 31               | 16               | 66,0             | |

## Связь с клубами НБА

### Является фарм-клубом
- Хьюстон Рокетс (2007—н. в.)

### В прошлом был фарм-клубом
- Кливленд Кавальерс (2007—2008)
- Нью-Орлеан Хорнетс (2007—2009)